# Michael Bond
Thomas Michael Bond (Newbury, Berkshire, 13 januari 1926 - Londen, 27 juni 2017) was een Britse auteur. Hij is vooral bekend door een reeks fictieve verhalen voor kinderen, met het personage Beertje Paddington. Er zijn wereldwijd meer dan 35 miljoenen Paddington-boeken verkocht en de personages zijn ook in film en op televisie verschenen. Zijn eerste boek verscheen in 1958 en zijn laatste in 2017, in een periode van 59 jaar.

## Vroege leven
Thomas Michael Bond werd geboren op 13 januari 1926 in Newbury, Berkshire. Hij groeide op in Reading, waar hij het treinstation van Reading bezocht om de Cornish Riviera Express te zien passeren en een liefde voor treinen begon. Zijn vader was manager van het postkantoor.  Hij volgde een opleiding aan het Presentation College in Reading. Zijn tijd daar was ongelukkig. Hij vertelde The Guardian in november 2014 dat zijn ouders de school hadden gekozen "om de simpele reden dat [zijn] moeder de kleur van de blazers leuk vond ... ze maakte niet veel fouten in het leven, maar dat was er een van". Bijgevolg verliet hij het onderwijs op 14-jarige leeftijd, ondanks de wens van zijn ouders dat hij naar de universiteit zou gaan. De Tweede Wereldoorlog was aan de gang en hij ging een jaar werken bij een notaris en daarna als assistent-ingenieur bij de BBC.
Op 10 februari 1943 overleefde Bond een luchtaanval op Reading. Het gebouw waarin hij werkte stortte onder hem in, waarbij 41 mensen omkwamen en nog veel meer gewond raakten. Kort daarna meldde hij zich als zeventienjarige als vrijwilliger voor de Royal Air Force, maar hij werd ontslagen wegens acute luchtziekte. Vervolgens diende hij tot 1947 in het Middlesex Regiment van het Britse leger.

## Auteur
Bond begon in 1945 met schrijven toen hij met het leger in Caïro was gestationeerd en verkocht zijn eerste korte verhaal aan het tijdschrift London Opinion. Hij kreeg zeven guineas en dacht dat hij 'het niet erg zou vinden om schrijver te zijn'. In 1958, na het produceren van verschillende toneelstukken en korte verhalen en tijdens zijn werk als cameraman van de BBC-televisie (waar hij een tijdje aan Blue Peter werkte), werd zijn eerste boek, A Bear Called Paddington, gepubliceerd.
Dit was het begin van Bonds boekenserie over de verhalen van Beertje Paddington, een beer uit 'het donkerste Peru', wiens tante Lucy hem naar het Verenigd Koninkrijk stuurt met een pot marmelade in zijn hand. In het eerste boek vindt de familie Brown de beer op Paddington Station en adopteert hem, waarbij hij de beer naar het treinstation vernoemt. In 1965 kon Bond zijn BBC-baan opgeven om fulltime als schrijver te werken.
Paddington's avonturen hebben meer dan 35 miljoen boeken verkocht, zijn gepubliceerd in bijna twintig landen, in meer dan veertig talen, en hebben popgroepen, renpaarden, toneelstukken, luchtballonnen, een film- en televisieserie geïnspireerd. Bond verklaarde in december 2007 dat hij niet van plan was de avonturen van Beertje Paddington in verdere delen voort te zetten. In april 2014 kwam er echter een nieuw boek, getiteld Love From Paddington. In de film, Paddington (2014), gebaseerd op de boeken, had Bond een gecrediteerde cameo als de Kindly Gentleman.
Bond schreef ook nog een serie kinderboeken, de avonturen van een cavia genaamd Olga da Polga, genoemd naar het huisdier van de familie Bond, evenals een serie over de weesmuis Thursday. Hij schreef ook voor de geanimeerde BBC-televisieserie The Herbs (1968). Bond schreef ook culinaire mysterie verhalen voor volwassenen, met Monsieur Pamplemousse en zijn trouwe bloedhond, Pommes Frites. De boeken van Thursday en Monsieur Pamplemousse zijn nooit in het Nederlands vertaald.
Bond schreef kort na zijn 90ste verjaardag een Reflection on the Passing of the Years . Het stuk werd voorgelezen door Sir David Attenborough, die in 2016 ook 90 jaar werd, tijdens de nationale dankdienst ter herdenking van de 90e verjaardag van koningin Elizabeth II in St Paul's Cathedral in juni 2016. Op 20 juni 2016 verwierf StudioCanal de Paddington- franchise. Bond mocht de publicatierechten voor zijn serie behouden en die gaf hij in april 2017 in licentie aan HarperCollins voor de komende zes jaar.

## Televisiewerk
Bond schreef twee korte films voor de BBC : Simon's Good Deed, die werd vertoond op 11 oktober 1955, en Napoleon's Day Out, te zien op 9 april 1957. Hij schreef ook een aflevering van de serie The World Our Stage, een bewerking van het korte verhaal "The Decoration" van Guy de Maupassant, uitgezonden op 4 januari 1958.
Zijn bekendste televisiewerk is de maker en schrijver van de kinderprogramma's The Herbs en The Adventures of Parsley, opnieuw voor de BBC.

## Eerbewijzen
Voor diensten aan kinderliteratuur werd Bond in 1997 benoemd tot Officier in de Orde van het Britse Rijk (OBE).   En in 2015 tot Commandeur van de Orde van het Britse Rijk (CBE). Op 6 juli 2007 heeft de Universiteit van Reading hem een eredoctoraat in de letteren toegekend.
In 2018 noemde GWR een van hun Class 800-treinen "Michael Bond"/"Paddington Bear".

## Privéleven

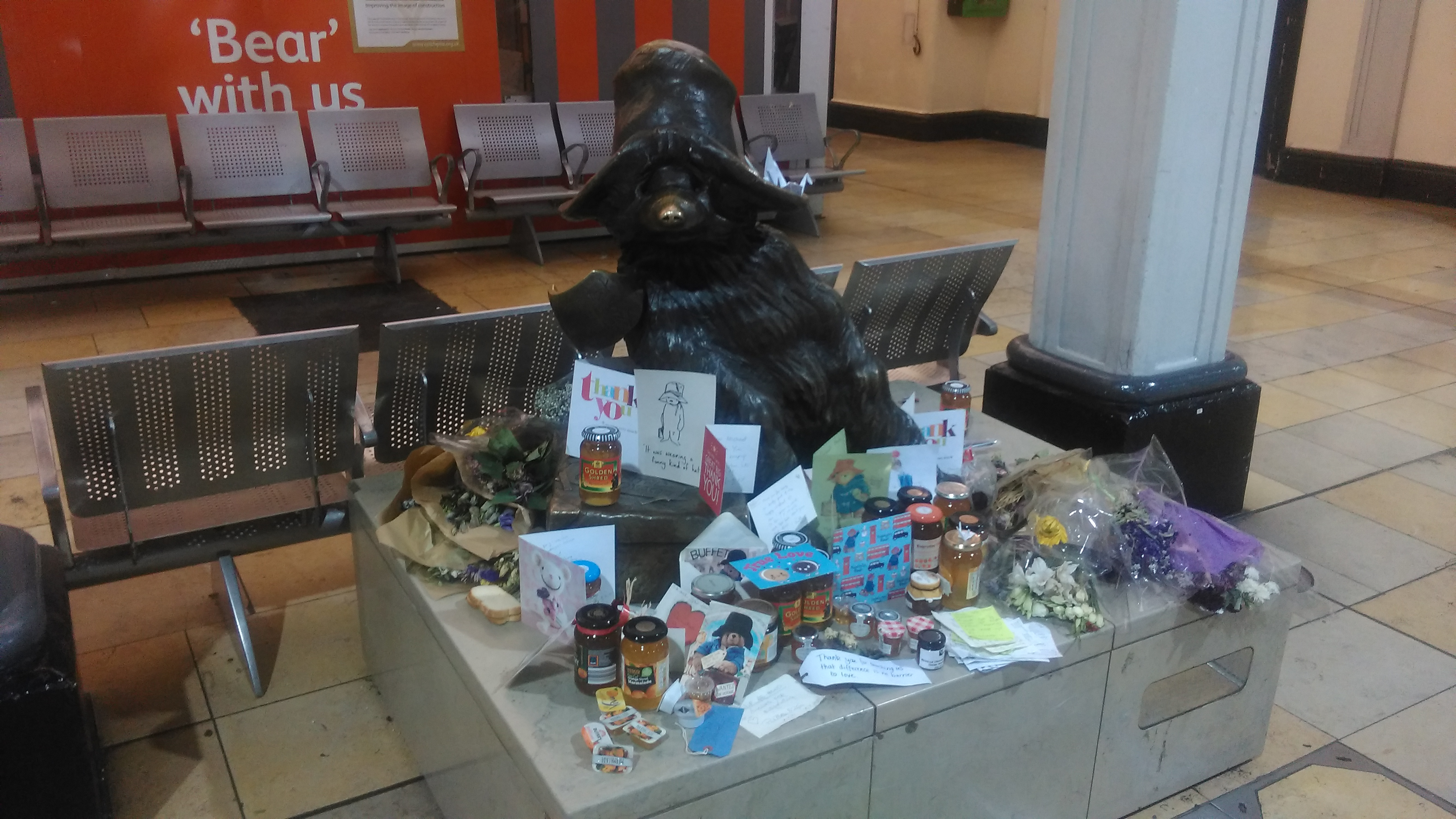
Standbeeld van Beertje Paddington in Paddington Station na de dood van Michael Bond.

Bond was tweemaal getrouwd - met Brenda Mary Johnson in 1950, van wie hij in de jaren zeventig scheidde; en met Susan Marfrey Rogers in 1981. Hij kreeg twee kinderen. Hij woonde in Londen, niet ver van Paddington Station, de plek die veel van zijn boeken inspireerde.
Bond stierf op 27 juni 2017 in Londen, op 91-jarige leeftijd. Er werd geen reden gegeven. De film Paddington 2 (2017) was opgedragen in zijn nagedachtenis. Hij ligt begraven op Paddington Cemetery, vlak bij zijn woonplaats; zijn grafschrift luidt: "Zorg alstublieft voor deze beer. Dank u."

### Beertje Paddington-serie
- 1958 A Bear Called Paddington (illustraties: Peggy Fortnum) - vertaald als Een beer die Paddington heette (1959) door Han G. Hoekstra. Paddington, onze kleine beer (1973) door Rob de Bruïne. Beertje Paddington (1987) door Huberte Vriesendorp. Een beer genaamd Paddington (1998) door Mariska Hammerstein
- 1959 More About Paddington (illustraties: Peggy Fortnum) - vertaald als De beroemde beer Paddington (1962) door Han G. Hoekstra. Paddington, nieuwe avonturen van de kleine beer (1973) door Rob de Bruïne. Paddington is eigenwijs (1987) door Huberte Vriesendorp. Speurneus Paddington (1997) door Mariska Hammerstein.
- 1960 Paddington Helps Out (illustraties: Peggy Fortnum) - vertaald als Paddington brengt uitkomst (1962) door Han G. Hoekstra. Paddington, de kleine beer helpt een handje (1973) door Rob de Bruïne. Beertje Paddington helpt een pootje mee (1988) door Huberte Vriesendorp. Paddington helpt een handje (1997) door Mariska Hammerstein.
- 1961 Paddington Abroad (illustraties: Peggy Fortnum) - vertaald als Paddington op pad (1962) door Han G. Hoekstra. De kleine beer gaat met vakantie (1974) door Rob de Bruïne. Paddington op reis (1997) door Mariska Hammerstein.
- 1962 Paddington at Large (illustraties: Peggy Fortnum) - vertaald als Geef Paddington de ruimte (1963) door Han G. Hoekstra. De kleine beer weet wat hij wil (1975) door Rob de Bruïne. Paddington heeft pech (1998) door Mariska Hammerstein.
- 1964 Paddington Marches On (illustraties: Peggy Fortnum) - vertaald als De kleine beer staat zijn mannetje (1975) door Rob de Bruïne. Beertje Paddington draaft door (1988) door Huberte Vriesendorp. Een verrassing voor Paddington (1998) door Mariska Hammerstein.
- 1966 Paddington at Work (illustraties: Peggy Fortnum)
- 1968 Paddington Goes to Town (illustraties: Peggy Fortnum)
- 1970 Paddington Takes the Air (illustraties: Peggy Fortnum)
- 1972 Paddington Bear (illustraties: Fred Banbery)
- 1972 Paddington's Garden (illustraties: Fred Banbery)
- 1973 Paddington at the Circus (illustraties: Fred Banbery)
- 1973 Paddington's Blue Peter Story Book (ook wel getiteld als Paddington Takes to TV)
- 1973 Paddington Goes Shopping (illustraties: Fred Banbery)
- 1974 Paddington on Top (illustraties: Peggy Fortnum) - vertaald als Echt weer Paddington (2000) door Mariska Hammerstein.
- 1975 Paddington at the Seaside (illustraties: John Lobban)
- 1975 Paddington at the Tower (illustraties: John Lobban)
- 1976 Paddington at the Station (illustraties: Barry Wilkinson)
- 1976 Paddington Takes a Bath (illustraties: Barry Wilkinson)
- 1976 Paddingtong Goes to the Sales (illustraties: Barry Wilkinson)
- 1976 Paddington's New Room (illustraties: Barry Wilkinson)
- 1977 Paddington Hits Out (illustraties: Barry Wilkinson)
- 1977 Paddington in the Kitchen (illustraties: Barry Wilkinson)
- 1977 Paddington Does It Himself (illustraties: Barry Wilkinson)
- 1978 Paddington's Birthday Party (illustraties: Barry Wilkinson)
- 1979 Paddington Takes the Test (illustraties: Peggy Fortnum)
- 1980 Paddington on Screen (illustraties: Barry Macey)
- 1984 Paddington at the Zoo (illustraties: R.W. Alley)
- 1984 Paddington and the Knickerbocker Rainbow (illustraties: David McKee)
- 1985 Paddington the Artist (illustraties: R.W. Alley)
- 1985 Paddington at the Fair (illustraties: R.W. Alley)
- 1986 Paddington at the Palace (illustraties: R.W. Alley)
- 1986 Paddington Minds the House (illustraties: R.W. Alley)
- 1987 Paddington's Busy Day(illustraties: David McKee)
- 1988 Paddington's Magical Christmas (illustraties: R.W. Alley)
- 1990 Paddington's ABC  (illustraties: John Lobban)
- 1990 Paddington's 123  (illustraties: John Lobban)
- 1990 Paddington's Colours  (illustraties: John Lobban)
- 1990 Paddington's Opposites  (illustraties: John Lobban)
- 1992 A Day by the Sea (illustraties: John Lobban)
- 2001 Paddington in the Garden (illustraties: R.W. Alley)
- 2001 Paddington Bear Goes to the Hospital (geschreven samen met dochter Karen Jenkel, illustraties: R.W. Alley)
- 2003 Paddington and the Grand Tour (illustraties: R.W. Alley)
- 2008 Paddington Rules the Waves (illustraties: R.W. Alley)
- 2008 Paddington Here and Now (illustraties: R.W. Alley)
- 2012 Paddington Races Ahead (illustraties: Peggy Fortnum)
- 2012 Paddington Goes for Gold (illustraties: R.W. Alley)
- 2014 Love From Paddington (illustraties: Peggy Fortnum)
- 2017 Paddington's Finest Hour (illustraties: R.W. Alley)
- 2018 Paddington at St. Paul's (illustraties: R.W. Alley)
- 2018 Paddington Turns Detective and Other Funny Stories (illustraties: Peggy Fortnum)

### Olga da Polga-serie

#### Hoofdstuk boeken
- 1971 The Tales of Olga da Polga (illustraties: Catherine Rayner) - vertaald als Olga da Polga (2017) door Ceciel Verheij
- 1973 Olga Meets Her Match
- 1976 Olga Carries On
- 1982 Olga Takes Charge
- 1987 The Complete Adventures of Olga Da Polga (omnibus)
- 1993 The Adventures of Olga Da Polga (omnibus)
- 2001 Olga Moves House
- 2002 Olga Follows Her Nose
- 2002 The Best of Olga Da Polga (omnibus)

#### Prentenboeken
- 1975 Olga Counts Her Blessings
- 1975 Olga Makes a Friend
- 1975 Olga Makes a Wish
- 1975 Olga Makes Her Mark
- 1975 Olga Takes a Bite
- 1975 Olga's New Home
- 1975 Olga's Second House
- 1975 Olga's Special Day
- 1983 The First Big Olga da Polga Book (omnibus)
- 1983 The Second Big Olga da Polga Book (omnibus)

### Monsieur Pamplemousse-serie
- 1983 Monsieur Pamplemousse
- 1985 Monsieur Pamplemousse and the Secret Mission
- 1986 Monsieur Pamplemousse on the Spot
- 1987 Monsieur Pamplemousse Takes the Cure
- 1989 Monsieur Pamplemousse Aloft
- 1990 Monsieur Pamplemousse Investigates
- 1991 Monsieur Pamplemousse Rests His Case
- 1992 Monsieur Pamplemousse Stands Firm
- 1992 Monsieur Pamplemousse on Location
- 1993 Monsieur Pamplemousse Takes the Train
- 1998 Monsieur Pamplemousse Omnibus Volume One
- 1999 Monsieur Pamplemousse Omnibus Volume Two
- 1999 Monsieur Pamplemousse Afloat
- 1999 Monsieur Pamplemousse Omnibus Volume Three
- 2000 Monsieur Pamplemousse on Probation
- 2002 Monsieur Pamplemousse on Vacation
- 2003 Monsieur Pamplemousse Hits the Headlines
- 2006 Monsieur Pamplemousse and the Militant Midwives
- 2007 Monsieur Pamplemousse and the French Solution
- 2011 Monsieur Pamplemousse and the Carbon Footprint
- 2015 Monsieur Pamplemousse and the Tangled Web

### Andere boeken
- 1966 Here Comes Thursday.
- 1968 Thursday Rides Again.
- 1969 Thursday Ahoy!
- 1971 Thursday in Paris
- 1971 Michael Bond's Book of Bears (redactie)
- 1972 The Day the Animals Went on Strike
- 1975 Windmill
- 1975 How to Make Flying Things (non-fictie)
- 1975 Mr. Cram's Magic Bubbles (prentenboek)
- 1980 Picnic on the River
- 1980 J. D. Polson and the Liberty Head Dime
- 1981 J. D. Polson and the Dillogate Affair
- 1983 The Caravan Puppets
- 1986 Oliver the Greedy Elephant (prentenboek ism Paul Parnes)
- 1987 The Pleasures of Paris (gids)
- 1988 A Mouse Called Thursday (omnibus)
- 1992 Something Nasty in the Kitchen (prentenboek)
- 1996 Bears and Forebears: A Life So Far (autobiografie)

## Televisie
- 1955 Simon's Good Deed (korte film)[18]
- 1957 Napoleon's Day Out (korte film)[19]
- 1958 The World Our Stage (één aflevering, "The Decoration")[20]
- 1968 The Herbs (13 afleveringen)[13][21]
- 1970–71 The Adventures of Parsley (32 afleveringen)